# Лугове (Нижньогірський район)
Лугове́ (до 1948 — Макут, крим. Maqut) — село Білогірського району Автономної Республіки Крим.
Входить до складу Чкаловської сільської ради.
Відстань від райцентру до населеного пункта становить 65 кілометрів по прямій.